# Burgstall Rotthof
Der Burgstall Rotthof bezeichnet eine abgegangene Höhenburg in Rotthof, einem Gemeindeteil der niederbayerischen Stadt Bad Griesbach im Rottal im Landkreis Passau. Die Anlage wird als Bodendenkmal unter der Aktennummer D-2-7545-0012 im Bayernatlas als „Burgstall des Mittelalters“ geführt.

## Beschreibung
Der Burgstall Rotthof liegt ca. 2800 m östlich von dem Schloss Griesbach. Er liegt an einer alten Salzstraße auf einem nach Osten gestreckten Geländevorsprung, der nach Norden und Osten von einer Grabenschlucht geschützt ist. Heute liegen hier die Höfe Rotthof und Weinberg sowie eine alte Schmiede.